# Éthoxybutane
L'éthoxybutane est un éther.